# روبرت آدمسون
روبرت أدامسون (بالإنجليزية: Robert Adamson)‏ (1871 – 1935) صحفي أمريكي شغل عدة مناصب عامة. ولد في جورجيا، وبدأ كتابة مقالات لصحيفة جورجيا ماكون وهو لا يزال في فترة المراهقة. وفي سن العشرين عمل محررا لصحيفة أتلانتا كونستتيوشن. انتقل فيما بعد إلى مدينة نيويورك وعمل مراسلا لصحف نيويورك صن ونيويوك وورلد وبروكلين إيغل.
في عام 1910 عمل سكرتيرا لعمدة نيويورك ويليام جينور، واكتسب شهرة حين أحبط محاولة لاغتيال جينور. وحين مات جينور في نفس العام ظل سكرتيرا للعمدة اللاحق أردولف كلاين.
وفي عام 1914 كان مدير الحملة الانتخابية لجون ميتشل حول منصب عمدة مدينة نيويورك، والذي عينه بعد انتخابه مفوضا لدائرة إطفاء مدينة نيويورك. وظل أدامسون في ذلك المنصب حتى عام 1917. ثم ترك السياسة ليعمل في القطاع المصرفي والعلاقات العامة. وتوفي بأزمة قلبية عام 1935.